# Kappa Reticuli
Kappa Reticuli (κ Reticuli) é uma estrela binária na constelação de Reticulum. É visível a olho nu em locais sem muita poluição luminosa, tendo uma magnitude aparente visual de 4,71. De acordo com sua sua paralaxe medida pela sonda Gaia, está localizada a uma distância de 45,9 anos-luz (21,8 parsecs) da Terra. Com base em seu movimento pelo espaço, este sistema pode ser um membro do Superaglomerado das Híades, um grupo estelar relacionado ao aglomerado das Híades.
O componente primário do sistema é uma estrela de classe F da sequência principal com um tipo espectral de F3V. Possui uma massa de 1,37 vezes a massa solar e um raio de 1,73 vezes o raio solar. Está brilhando com 5,2 vezes a luminosidade solar e tem uma temperatura efetiva de 6 550 K, dando à estrela uma coloração branco-amarelada típica de estrelas de classe F. Sua metalicidade, a abundância de elementos além de hidrogênio e hélio, é menor que a solar, com uma proporção de ferro equivalente a 68% da solar. Esta estrela apresenta um excesso de emissão no infravermelho distante, mas ele não é consistente com o excesso produzido por um disco de detritos.
A estrela secundária do sistema é uma anã vermelha de tipo espectral M0.5 com uma magnitude aparente visual de 10,4, separada da primária por 54 segundos de arco. Ela tem uma massa estimada de 54% da massa solar, um raio de 50% do raio solar, uma luminosidade de 4% da solar, e uma temperatura efetiva de 3 730 K. As medições astrométricas da sonda Gaia confirmaram que essa estrela possui distância e movimento próprio iguais aos da primária.